# Krasznoje-na-Volge
Krasznoje-na-Volge (oroszul: Красное-на-Волге) városi jellegű település Oroszország Kosztromai területén, a Krasznojei járás székhelye. A régi ékszerkészítés, réz- és ezüstművesek kisvárosa.	
Lakossága: 7706 fő (a 2010. évi népszámláláskor).
Kosztromától 35 km-re délkeletre, a Volga bal partján fekszik.

## Története
A falut 1569-ben Rettegett Iván elvette a régi tulajdonostól (helyette másik birtokot adományozott neki) és ettől kezdve századokon át a cári udvar irányítása alá tartozott. 
1592-ben épített kétszintes, sátortetős Bogojavlenszkij- (Úr megjelenése-) temploma a régió egyik legrégebbi műemléke.
1762-ben a 325 „lelket” számláló falut II. Katalin cárnő egyik udvarhölgyének ajándékozta, majd a 19. század elején a Vjazemszkij hercegi család szerezte meg. Lakossága többek között lentermesztéssel foglalkozott. Híres volt 1857-től évente megrendezett négynapos vására, mely a helyben feldolgozott lennek is piacot biztosított. 
Hírnevét azonban nem a lennek, hanem művészien megmunkált ékszereinek és ajándéktárgyainak köszönheti. A réz-, bronz- és ezüstékszerek készítése a településen és környékén a 17. század végére nyúlik vissza, virágkorát a 19. század közepén élte. A 19–20. század fordulóján rajziskola, múzeum, arany- és ezüstművesek műhelye létesült.
A település (akkor még falu) 1928-ban járási székhely lett, 1957-ben pedig (városi jellegű?) munkástelepülés besorolást kapott. Az ékszerkészítés hagyománya a szovjet korszakban sem tűnt el nyomtalanul, napjainkban pedig a település gazdasági fejlődésének alapja. Készítenek hagyományos ékszereket, aranyozott és ezüst kereszteket és ikonokat, tűzzománccal bevont dísztárgyakat, teás- és kávéskészleteket, stb. 1983-ban nyitották meg ékszerkészítési és iparművészeti múzeumát.